# Васильевский (Краснодарский край)
Васильевский — хутор в Абинском районе Краснодарского края России. Входит в состав Фёдоровского сельского поселения.

## География
Географическое положение
Хутор расположен на Кубано-Приазовской низменности, в южно-предгорной зоне в 5 км на восток от административного центра поселения станицы Фёдоровской.
Уличная сеть
- ул. Восточная,
- ул. Комсомольская,
- ул. Лесная,
- ул. Центральная,
- ул. Южная[5].

Климат
умеренно континентальный, без резких колебаний суточных и месячных температур. Продолжительность периода с температурой выше 0° С достигает 9-10 месяцев, из них половина — 4-5 месяцев — лето. Среднегодовая температура около +11°, постепенно нарастая от 15° в мае до 30° в августе. Годовая сумма осадков достигает 800 мм.

## История
Согласно Закону Краснодарского края от 5 мая 2004 года N № 700-КЗ хутор вошёл в образованное муниципальное образование Фёдоровское сельское поселение.

## Население
| 2002 | 2010 |
| ---- | ---- |
| 257  | ↘248 |

## Инфраструктура
В хуторе есть 2 магазина, остальная инфраструктура в ст. Федоровской. Всего час езды до Краснодара и Славянска-на-Кубани,  1-1,5 часа езды до Черного и Азовского морей. Автобусное сообщение с городом Абинск. В школу детский сад детей осуществляется подвоз детей специальным автобусом. Ведутся работы по газификации хутора.